# 大奧伊廷湖

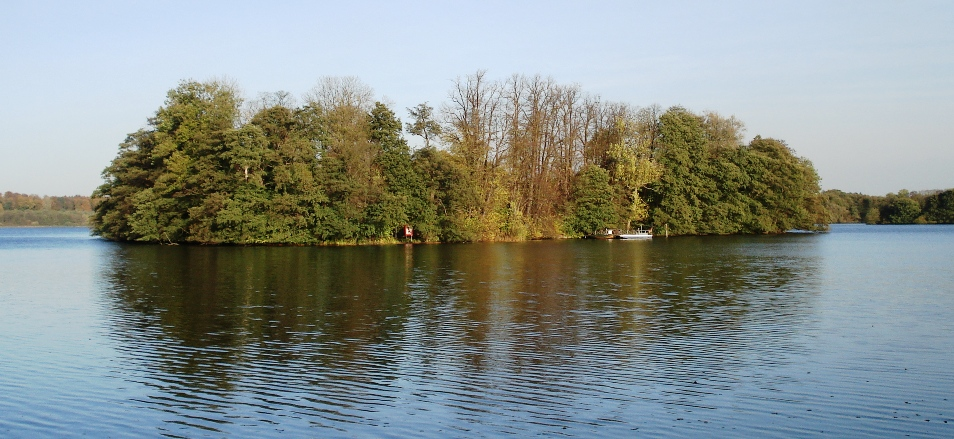

54°08′36″N 10°38′14″E / 54.143333°N 10.637341°E
大奧伊廷湖（德語：Großer Eutiner See），是德國的湖泊，位於該國北部石勒蘇益格-荷爾斯泰因州，由奥伊廷負責管轄，面積2.3平方公里，海拔高度27米，最大水深17米。